# Oedalacris
Oedalacris is een geslacht van rechtvleugeligen uit de familie veldsprinkhanen (Acrididae). De wetenschappelijke naam van dit geslacht is voor het eerst geldig gepubliceerd in 1972 door Descamps & Amédégnato.

## Soorten
Het geslacht Oedalacris omvat de volgende soorten:
- Oedalacris antennata Stål, 1873
- Oedalacris cambrai Rowell & Bentos-Pereira, 2005
- Oedalacris cordobae Descamps & Amédégnato, 1972
- Oedalacris lesbiae Rowell & Bentos-Pereira, 2005